# Paulino
Paulino ist ein männlicher Vorname, der vereinzelt auch als Familienname auftritt.

## Herkunft und Bedeutung
Paulino ist eine spanische und portugiesische Form des römischen Familiennamens Paulinus, der seinerseits als Diminutiv von Paulus abgeleitet war. Eine weitere portugiesische Form des Namens ist Paulinho. Die weibliche Form des Namens ist Paulina.

## Namensträger

### Vorname
- Paulino Alcántara (1896–1964), philippinischer Fußballspieler
- Paulino Bernabe (Gitarrenbauer, 1932) (1932–2007), spanischer Gitarrenbauer
- Paulino Bernabe (Gitarrenbauer, 1960) (* 1960), spanischer Gitarrenbauer
- Paulino Fernandes Madeca (1927–2008), angolanischer Bischof
- Paulino Frydman (1905–1982), polnischer Schachmeister
- Paulino do Livramento Évora (1931–2019), kap-verdischer Bischof
- Paulino Lukudu Loro (1940–2021), südsudanesischer Erzbischof
- Paulino Monteiro Soares Babo (* 1962), Politiker aus Osttimor
- Paulino Reale Chirina (1924–2012), argentinischer Bischof
- José Paulino Ríos Reynoso (* 1944), peruanischer Erzbischof
- Paulino Rivero Baute (* 1952), spanischer Politiker auf den Kanarischen Inseln
- Paulino Uzcudun (1899–1985), spanischer Schwergewichtsboxer

### Familien- oder Beiname
- Amado Paulino y Hernandez (1918–1985), philippinischer römisch-katholischer Geistlicher, Weihbischof in Manila
- Evair Aparecido Paulino (* 1965), brasilianischer Fußballspieler
- Gonçalo Paulino (* 1998), portugiesischer Fußballspieler
- Ilia Isorelýs Paulino (* 1995), US-amerikanische Schauspielerin
- José Miguel Paulino (* 1997), dominikanischer Leichtathlet
- Marileidy Paulino (* 1996), dominikanische Leichtathletin
- Mário Jorge Malino Paulino (* 1986), portugiesischer Fußballspieler
- Pablo de Barros Paulino, genannt Pablo (* 1989), brasilianischer Fußballspieler
- Paulo Paulino Guajajara (um 1993–2019), brasilianischer Umweltaktivist
- Ronny Paulino (* 1981), dominikanischer Baseballspieler
- Sthéfanie Tiele Martins Paulino (* 1993), brasilianische Volleyballspielerin
- Tina Paulino (* 1974), mosambikanische Läuferin

## Sonstiges
- Paulino Lucero, Versgespräch von Hilario Ascasubi